# Clase capitalista transnacional
La clase capitalista transnacional (CCT), también conocida como la red capitalista transnacional (RCN), en los análisis neogramscianos y otros análisis de la economía política internacional y la globalización influenciados por los marxistas, es el estrato social global que controla los instrumentos supranacionales de la economía global, como las corporaciones transnacionales y los órganos políticos como la Organización Mundial del Comercio. En otras palabras, es "ese segmento de la burguesía mundial que representa el capital transnacional". Es característicamente cosmopolita y sin fronteras nacionales. La clase capitalista transnacional es expresada como una clase dominante global y actores esenciales del capitalismo global por William Robinson y Jerry Harris.
Según el profesor Leslie Sklair, en la clase capitalista transnacional hay cuatro fracciones que son corporativas, estatales, técnicas y consumistas. Las cuatro fracciones declaradas por el Profesor Leslie Sklair, reúnen a las corporaciones transnacionales, burócratas globalizadores, profesionales y comerciantes globalizadores, así como a los medios de comunicación como miembros del CCT. También según la Sociología del Sistema Global, el Foro Económico Mundial muestra la existencia del CCT como la fracción corporativa y la fracción estatal se reúnen en Davos, Suiza. La teoría de la Clase Capitalista Transnacional tiene dos principios principales:
1. La clase capitalista transnacional colabora para beneficiar sus intereses propios.
2. Los estados-nación tienen menos control sobre las corporaciones capitalistas transnacionales que ayudan en la globalización.